# オクラホマ州議会代議院
オクラホマ州議会代議院（英語:The Oklahoma House of Representatives）は、アメリカ合衆国オクラホマ州議会の下院である。議員は法案や決議案を提出し、投票を行い、州政府機関に対する立法上の監督を行い、州予算の作成を支援する。オクラホマ州議会の上院はオクラホマ州議会元老院である。
1907年、オクラホマ州憲法により州下院の権限が確立された。その後、有権者による憲法改正の住民投票により、さらに権限が拡大された。ある住民投票では、州議会議員に年間予算の均衡を保つことが義務付けられた。また別の住民投票では、議会の期間と日程が定められた。現在、下院議員は101名おり、それぞれが選挙区を代表する。選挙区の境界線は、人口が均等になるように10年ごとに再設定される。
議員は選挙時に21歳以上で、有権者資格を持ち、選挙区に居住していなければならず、議員を務めることはできない。州は連邦選挙や空席を埋めるための特別選挙に合わせて、2年ごとに選挙区選挙を実施している。下院は2月初旬から5月の最終金曜日まで開会する。議員は議長を務める下院議長と、議長の不在時に議長を務める仮議長を選出する。議員は政党別の院内会派を結成し、党派的な政策課題に取り組む。2022年の選挙後、共和党は第59議会において下院議席の過半数を占めている。

## 歴史

### 草創期
1907年、オクラホマ州憲法により州下院と上院が設立された。1910年までガスリーで会議が開かれた。ウィリアム・H・マレーが初の州下院議長となった。初年度には50人弱の立法職員が議員を補助した。1908年の選挙を前に、民主党連合の弱体化により、共和党は州議会で議席数を増やすことができた。共和党は議席の3分の1以上を獲得した。最も議席を増やしたのは、それぞれ黒人の人口が多いホールデンビル、オクマルギー、ガスリーの各市であった。
1900年代初頭の州民主党議員は人種融合に反対した。議会は、アフリカ系アメリカ人が投票することをほぼ不可能にする法案を可決した。議会初のアフリカ系アメリカ人議員であるA. C. ハムリンは1期のみ務めたが、同僚議員の支持を得て、選挙区内にアフリカ系アメリカ人学校を設立し、黒人と白人の鉄道乗客がより平等な待遇を受けられるよう努めた。民主党は、共和党支持者でアフリカ系アメリカ人の投票基盤であるガスリーよりも、オクラホマシティを州都とすることを強く主張した。
1913年、下院の調査委員会は州監査官の辞任を迫り、州印刷官と保険長官を弾劾した。当時の州議会には、連邦議会の選挙区を不正に操作する再編成案を拒否し、それ以前に議会が設立した公共機関を廃止しようとしたリー・クルーズ知事に対して怒りを抱く民主党議員が含まれていた。クルーズ知事は、委員会の1票差で弾劾裁判を逃れた。1918年、オクラホマ州では、有権者による憲法改正案の承認により、女性にも選挙権が与えられた。1920年には、ベッシー・S・マコーギンが州下院議員に当選した初の女性議員となった。共和党員であったマコーギンと州上院の女性同僚議員は、公衆衛生法案の成立に重点的に取り組んだが、多くの努力は実を結ばなかった。
8期にわたって民主党が議会を支配した後、1921年から1922年にかけて共和党が過半数を獲得し、ジョージ・B・シュワベを州下院議長に選出した。共和党が過半数を占める下院は、マーティン・トラップ副知事に対して弾劾の訴状を提出したが、州財務官とジェームズ・ロバーツ州知事の両方に対する弾劾訴状の承認は僅差で否決された。民主党が過半数を占める上院は、トラップに対する弾劾の訴状を支持しなかった。
州下院議員はヘンリー・S・ジョンストン知事に対して11項目の弾劾案を可決し、その結果、ジョンストン知事は罷免された。

### 1930~1950年代
1932年に西部で始まった深刻な干ばつに、東部の土地の集約化と機械化が相まって、農民は州を追われ、他の農民も経済的に苦境に立たされた。1930年代の議会は、ウィリアム・H・マレー知事とアーネスト・W・マーランド知事が対立し、マレー知事の農民救済策と、マーランド知事の州公共事業プログラム創設、税制改革、失業保険創設の提案を争点とした。
議員たちは、特別消費税を財源とする老齢年金制度を制定した。ニューディール政策への州からの資金拠出を拒否した結果、プロジェクト数は減少した。1930年代後半、オクラホマ州では保守的な反発が起こり、ニューディール政策のさらなる推進は拒否された。
1941年、レオン・C・フィリップス知事は州議会に対し、毎年均衡予算を承認するよう州下院に義務付ける憲法改正案を住民投票にかけるよう働きかけた。この州民投票で承認されて以来、州議会は憲法上、均衡予算を可決することが義務付けられている。
1930年代、州下院における共和党の議席数は激減した。

### 1960年代~現在
1966年と1989年の2度にわたる重要な立法改革により、州下院と上院の議会開催期間が変わった。1966年、州民は90日間の年間議会開催を投票で決定した。1989年にはヘンリー・ベルモン知事が主導したイニシアティブにより、5月の最終金曜日の午後5時までに議会を終了することがさらに義務付けられた。
議員報酬引き上げの試みが失敗に終わった後、有権者は1968年に州議会に議員報酬を設定する委員会を設置する州民投票を承認した。その年の報酬額は8,400ドルに設定された。
1977年、州議会議員はオクラホマ州の情報公開法および公開記録法を制定したが、州下院は適用除外とした。オクラホマ州の有権者の行動に変化が現れ始めたのは、1960年代からである。民主党員は、連邦レベル、そして後に州レベルでも共和党に投票するようになった。党派間の議論がますます二極化していくにつれ、オクラホマ州を含む南部諸州は、民主党を支持するという従来の投票パターンを放棄した。
2004年の大統領選挙後、共和党は1921年以来初めて下院の多数派となった。2010年には、共和党が州下院で70議席の大多数を獲得した。2018年の総選挙後、共和党は101議席中76議席を獲得し、州の歴史上最大の多数派となった。これには、46人の新人議員を含まれている。

## 権限及び立法プロセス
州下院と上院は、法案や決議案の提出と投票、州政府機関に対する立法監視、州予算の策定支援を担当している。10年ごとに、議員は連邦議会の選挙区とともに、州選挙区の新しい境界線を指定する責任を負う。知事はこれらの法案に署名して法律としなければならず、州全体を対象とした会議が開かれ、境界線が争われた場合はその線引きが行われる。議員はスタッフのサポートを受けながら、議会会期前に法案を作成し提出する。法案提出者は、法案作成の依頼を州下院の専門スタッフに提出する。スタッフは法案が適切な法的文言で、憲法上の要件を満たしていることを確認する。法案は、指定された提出期限までに下院書記官の事務所に電子的に提出される。1999年以降、オクラホマ州下院議員が公聴会に付託される法案は最大8件までに制限されている。

法案は、法案、共同決議、同時決議、または単純決議として提出される。議員は、憲法改正を提案する際に共同決議を使用する。両院で可決された同時決議と、一方の院のみで可決された単純決議には法的拘束力はない。その代わり、両院の承認の意を表したり、手続きを規定したりする役割を果たす。州憲法第5条第33項では、歳入増加法案は州下院で提出されなければならないと規定されている。

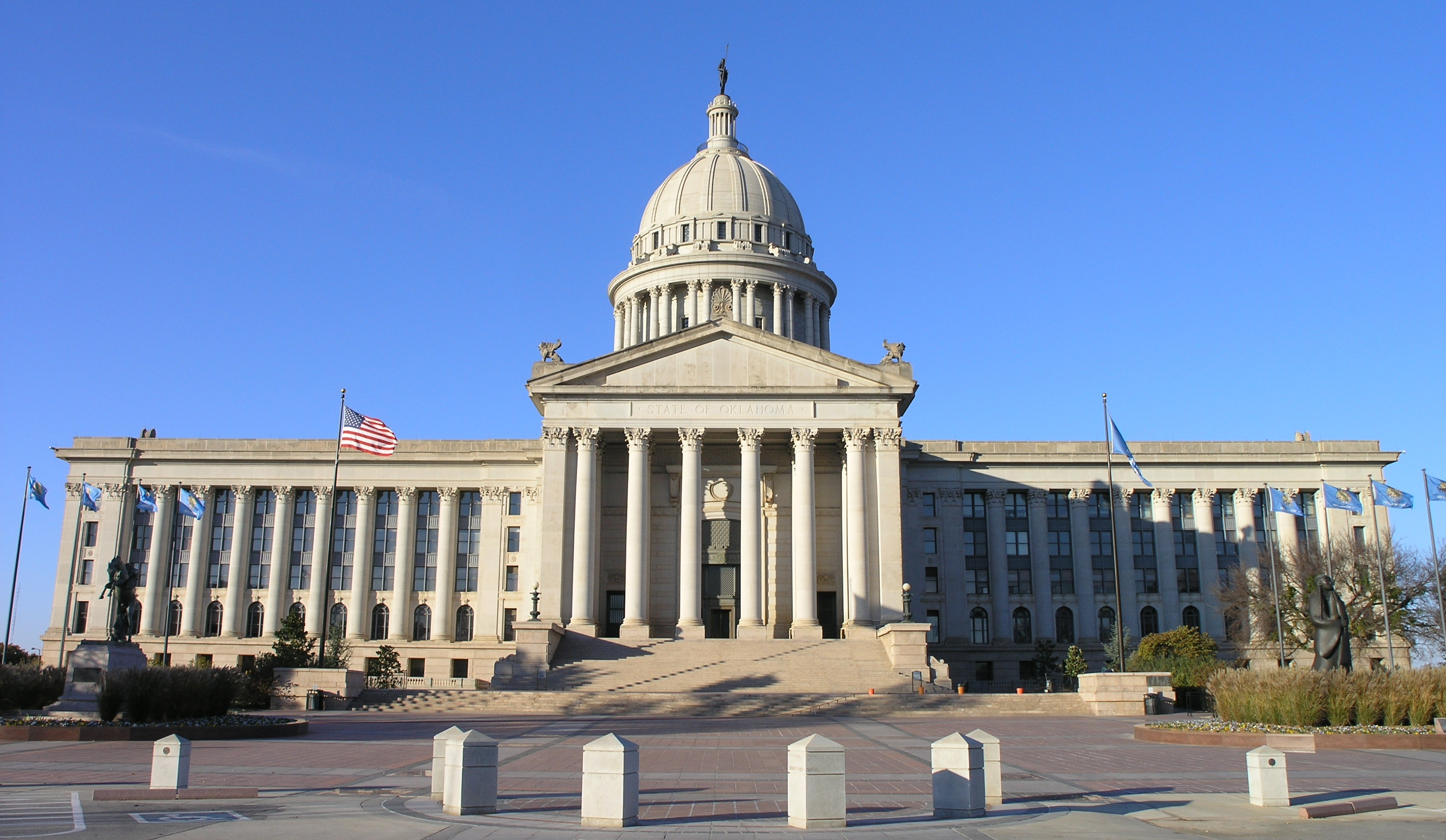
オクラホマ州会議事堂

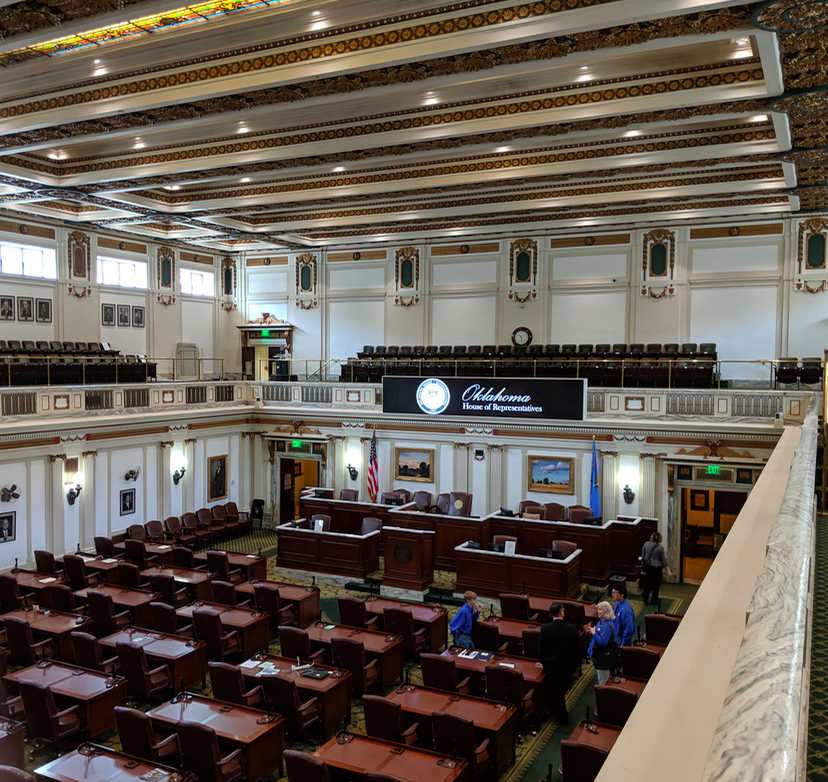
下院会議場

州議会は、2月の第1月曜日から5月の最終金曜日まで、オクラホマシティのオクラホマ州会議事堂西棟で議事を開催する。特別会は、知事または州議会の各院の議員の3分の2以上の署名による書面による招集により招集することができる。
法案は、下院会議録に掲載されると第一読会に付される。その後、委員会に割り当てられると第二読会に付される。委員会制度は、委員会の判断により、不要または成立の見込みがない法案を排除することを目的としている。
委員会は法案の審議を停止するか、下院本会議での審議を承認する。法案が下院本会議で審議される場合、法案の主要起草者または指名された議員が法案の説明を行う。通常、他の議員からの質問の後、法案は3回目の審議に進み、最終可決の投票が行われる。
州議会の本会議で法案を可決するには51票が必要である。また、州知事の署名と同時に法案を発効させるかどうかについても投票が行われ、その際には3分の2以上の賛成票が必要となる。本会議での投票結果は議事録に記録される。
本会議での審議段階の名称である「第三読会」で承認されると、法案は州上院に送られる。修正された法案は、上院の修正案の承認を得るために州下院に送り返されるか、あるいは両院協議会で相違点を調整するが、上院通過後は直接知事に送られることもある。
1977年に制定された法律には州議会を免除する規定があるため、オクラホマ州議会は、州の情報公開法および公開会議法に従う必要がない。

## 下院議員名簿

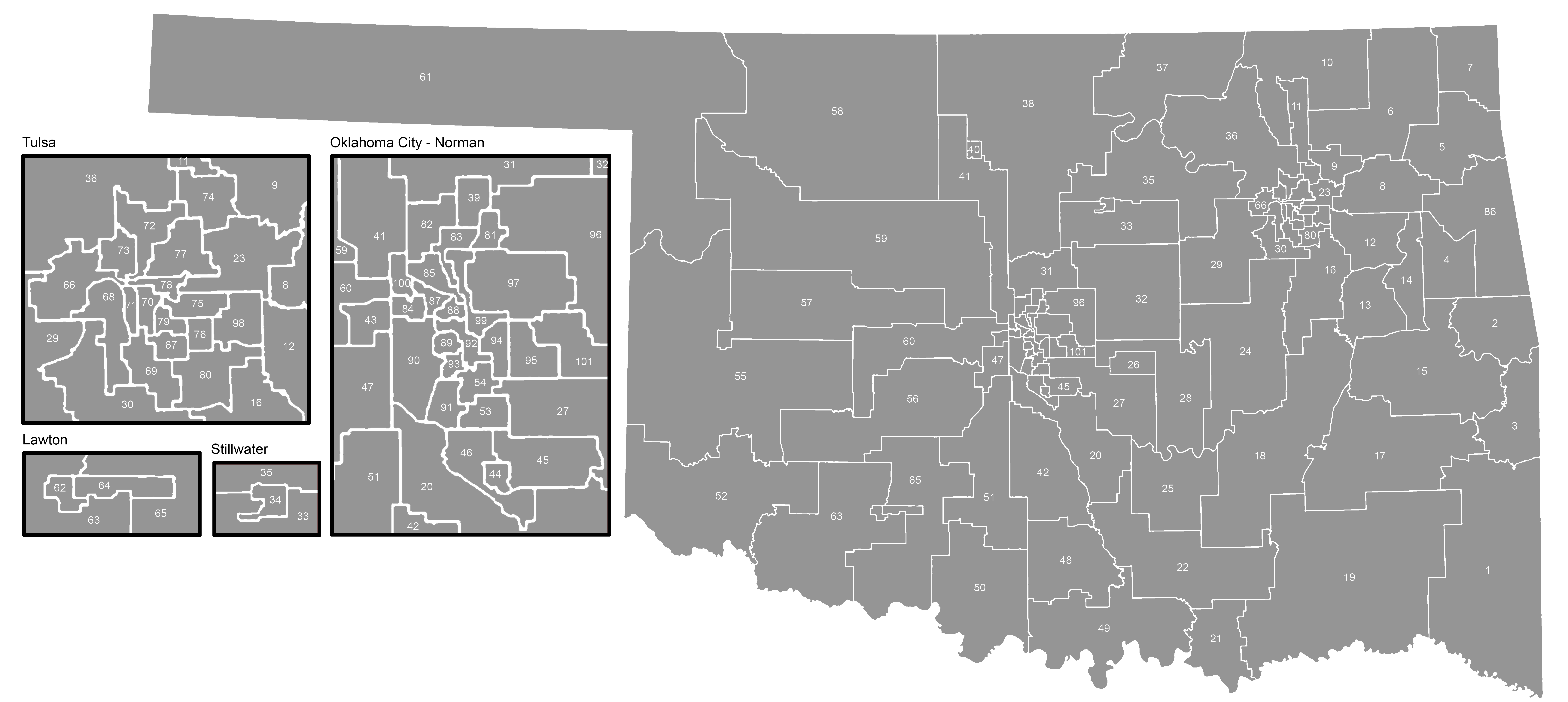
2018年11月6日の選挙後の州下院選挙区

| 選挙区 | 氏名                    | 政党       | 居住地        |
| ------ | ----------------------- | ---------- | ------------- |
| 1      | Eddy Dempsey            | Republican | Valliant      |
| 2      | Jim Olsen               | Republican | Sallisaw      |
| 3      | Rick West               | Republican | Heavener      |
| 4      | Bob Ed Culver Jr.       | Republican | Tahlequah     |
| 5      | Josh West               | Republican | Grove         |
| 6      | Rusty Cornwell          | Republican | Vinita        |
| 7      | Steve Bashore           | Republican | Miami         |
| 8      | Tom Gann                | Republican | Inola         |
| 9      | Mark Lepak              | Republican | Claremore     |
| 10     | Judd Strom              | Republican | Copan         |
| 11     | John Kane               | Republican | Bartlesville  |
| 12     | Kevin McDugle           | Republican | Broken Arrow  |
| 13     | Neil Hays               | Republican | Checotah      |
| 14     | Chris Sneed             | Republican | Fort Gibson   |
| 15     | Randy Randleman         | Republican | Eufaula       |
| 16     | Scott Fetgatter         | Republican | Okmulgee      |
| 17     | Jim Grego               | Republican | McAlester     |
| 18     | David Smith             | Republican | McAlester     |
| 19     | Justin Humphrey         | Republican | Lane          |
| 20     | Sherrie Conley          | Republican | Newcastle     |
| 21     | Cody Maynard            | Republican | Durant        |
| 22     | Charles McCall          | Republican | Atoka         |
| 23     | Terry O'Donnell         | Republican | Catoosa       |
| 24     | Chris Banning           | Republican | Bixby         |
| 25     | Ronny Johns             | Republican | Ada           |
| 26     | Dell Kerbs              | Republican | Shawnee       |
| 27     | Danny Sterling          | Republican | Wanette       |
| 28     | Danny Williams          | Republican | Seminole      |
| 29     | Kyle Hilbert            | Republican | Depew         |
| 30     | Mark Lawson             | Republican | Sapulpa       |
| 31     | Collin Duel             | Republican | Guthrie       |
| 32     | Kevin Wallace           | Republican | Wellston      |
| 33     | John Talley             | Republican | Cushing       |
| 34     | Trish Ranson            | Democratic | Stillwater    |
| 35     | Ty Burns                | Republican | Morrison      |
| 36     | John George             | Republican | Newalla       |
| 37     | Ken Luttrell            | Republican | Ponca City    |
| 38     | John Pfeiffer           | Republican | Orlando       |
| 39     | Erick Harris            | Republican | Edmond        |
| 40     | Chad Caldwell           | Republican | Enid          |
| 41     | Denise Crosswhite Hader | Republican | Enid          |
| 42     | Cynthia Roe             | Republican | Purcell       |
| 43     | Jay Steagall            | Republican | Yukon         |
| 44     | Jared Deck              | Democratic | Norman        |
| 45     | Annie Menz              | Democratic | Norman        |
| 46     | Jacob Rosecrants        | Democratic | Norman        |
| 47     | Brian Hill              | Republican | Mustang       |
| 48     | Tammy Townley           | Republican | Ardmore       |
| 49     | Josh Cantrell           | Republican | Kingston      |
| 50     | Marcus McEntire         | Republican | Duncan        |
| 51     | Brad Boles              | Republican | Marlow        |
| 52     | Gerrid Kendrix          | Republican | Altus         |
| 53     | Mark McBride            | Republican | Moore         |
| 54     | Kevin West              | Republican | Moore         |
| 55     | Nick Archer             | Republican | Elk City      |
| 56     | Dick Lowe               | Republican | Amber         |
| 57     | Anthony Moore           | Republican | Weatherford   |
| 58     | Carl Newton             | Republican | Woodward      |
| 59     | Mike Dobrinski          | Republican | Kingfisher    |
| 60     | Rhonda Baker            | Republican | Yukon         |
| 61     | Kenton Patzkowsky       | Republican | Balko         |
| 62     | Daniel Pae              | Republican | Lawton        |
| 63     | Trey Caldwell           | Republican | Lawton        |
| 64     | Rande Worthen           | Republican | Lawton        |
| 65     | Toni Hasenbeck          | Republican | Elgin         |
| 66     | Clay Staires            | Republican | Skiatook      |
| 67     | Jeff Boatman            | Republican | Tulsa         |
| 68     | Lonnie Sims             | Republican | Tulsa         |
| 69     | Mark Tedford            | Republican | Tulsa         |
| 70     | Suzanne Schreiber       | Democratic | Tulsa         |
| 71     | Amanda Swope            | Democratic | Tulsa         |
| 72     | Monroe Nichols          | Democratic | Tulsa         |
| 73     | Regina Goodwin          | Democratic | Tulsa         |
| 74     | Mark Vancuren           | Republican | Owasso        |
| 75     | T. J. Marti             | Republican | Tulsa         |
| 76     | Ross Ford               | Republican | Broken Arrow  |
| 77     | John Waldron            | Democratic | Tulsa         |
| 78     | Meloyde Blancett        | Democratic | Tulsa         |
| 79     | Melissa Provenzano      | Democratic | Tulsa         |
| 80     | Stan May                | Republican | Broken Arrow  |
| 81     | Mike Osburn             | Republican | Edmond        |
| 82     | Nicole Miller           | Republican | Oklahoma City |
| 83     | Eric Roberts            | Republican | Oklahoma City |
| 84     | Tammy West              | Republican | Bethany       |
| 85     | Cyndi Munson            | Democratic | Oklahoma City |
| 86     | David Hardin            | Republican | Stilwell      |
| 87     | Ellyn Hefner            | Democratic | Oklahoma City |
| 88     | Mauree Turner           | Democratic | Oklahoma City |
| 89     | Arturo Alonso-Sandoval  | Democratic | Oklahoma City |
| 90     | Jon Echols              | Republican | Oklahoma City |
| 91     | Chris Kannady           | Republican | Oklahoma City |
| 92     | Forrest Bennett         | Democratic | Oklahoma City |
| 93     | Mickey Dollens          | Democratic | Oklahoma City |
| 94     | Andy Fugate             | Democratic | Oklahoma City |
| 95     | Max Wolfley             | Republican | Oklahoma City |
| 96     | Preston Stinson         | Republican | Edmond        |
| 97     | Jason Lowe              | Democratic | Oklahoma City |
| 98     | Dean Davis              | Republican | Broken Arrow  |
| 99     | Ajay Pittman            | Democratic | Oklahoma City |
| 100    | Marilyn Stark           | Republican | Oklahoma City |
| 101    | Robert Manger           | Republican | Choctaw       |

## 組織
州議会の指導部は、議員によって選出される2人の指導者、すなわち州下院議長と仮議長によって構成される。政党の党員集会は、主要な指導的役職の候補者を指名することで、このプロセスに大きな役割を果たしている。
議長は、多数派院内総務と多数派院内幹事を選任する。多数派院内総務は会期中、議事日程を設定する。多数派院内幹事の職務は、院内総務を補佐し、議員の出席を確保し、投票を数え、議題に関する多数派の立場を伝達することである。
また、議長は院内総務補佐、院内幹事補佐、党員集会役員を指名する。さらに少数党会派は少数党院内総務を選出する。少数党院内総務は、会派の立場を策定し、多数党会派と交渉し、議場での少数党会派の活動を指揮する。
議長は、委員会と小委員会の委員長と副委員長を任命する。多数派の議場指導者は、議場での立法管理を補佐する非公式チームを選出する。
2018年11月現在、州下院には22の委員会と10の小委員会がある。
州議会サービス局に加え、超党派のスタッフが州下院議員のために専門的なサービスを提供する。個々の議員も党派スタッフによって支援され、指導的立場にある議員にはさらに党派スタッフがつく。
委員会には主に調査、財政、法務のスタッフが配置されている。現在の下院事務官はヤン・B・ハリソンである。

## 議員

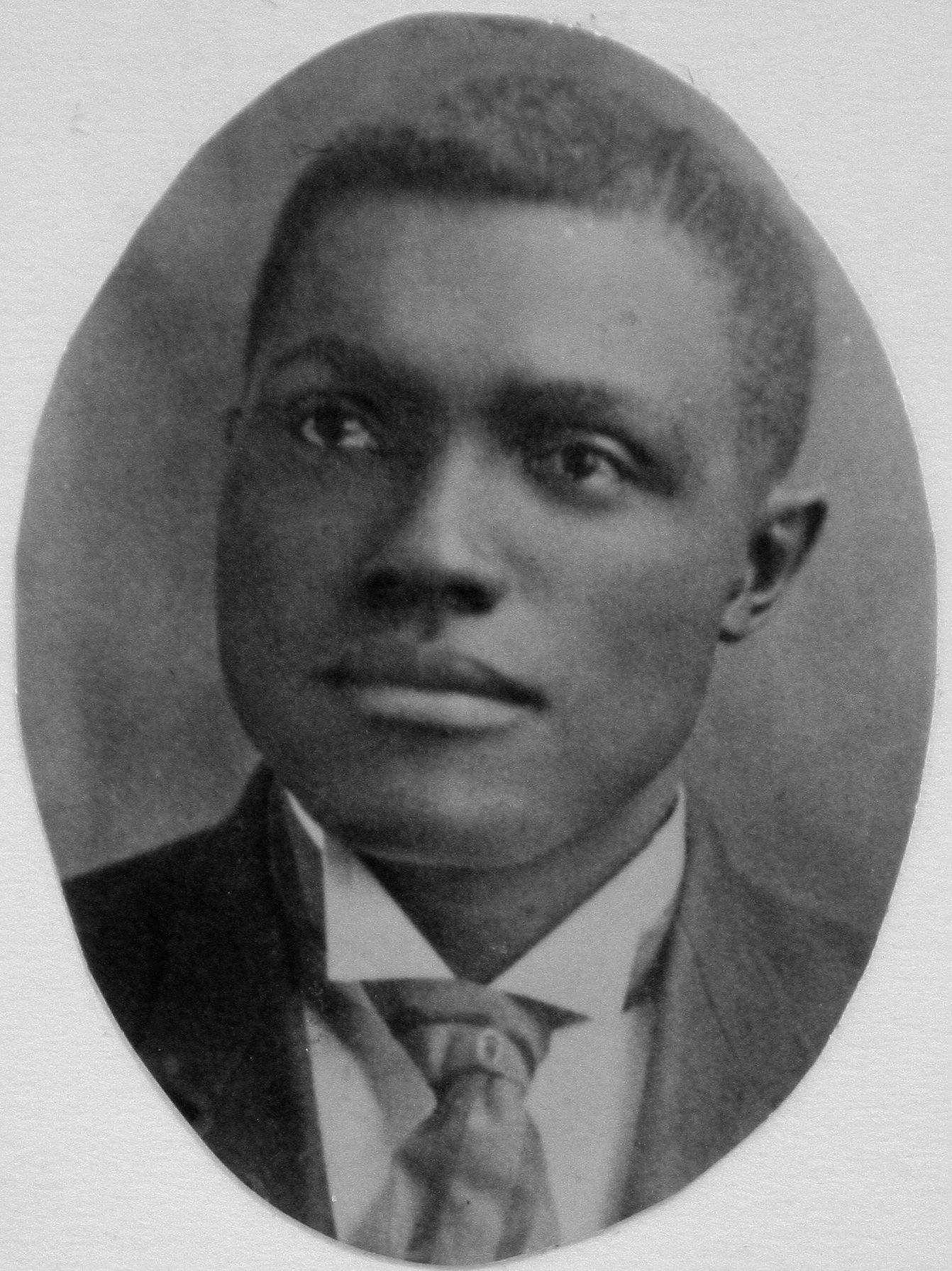
A.C.ハムリンは黒人初の州下院議員である。

### 会期及び議員要件
州下院議員選挙に立候補するためには、選挙時に21歳であり、選挙人資格を有し、選挙区の居住者でなければならない。合衆国政府または州政府の役員および重罪の判決を受けた者は、州議会議員に選出される資格がない。州議会議員が汚職のために除名された場合、議員職に復帰する資格はない。
州議会議員の任期は2年で、6期または12年に制限されている。
州下院議員は、州議会で12年を超えて在職することはできない。任期制限のある議員は上院議員に立候補することはできない。下院議員の任期と上院議員の任期が合算され、議員在任年数が決まるからである。

### 報酬と利益
州下院議員の年俸は38,400ドルである。州下院議長の年俸は56,332ドルである。仮議長、少数党院内総務、予算委員長は年俸50,764ドルである。
給与は、知事、下院議長、州上院仮議長によって任命された9人の委員からなる州委員会によって決定される。
州議会議員は、その職務に関連する食事、宿泊、旅行に関する経費の払い戻しを、年間を通じていつでも求めることができる。
また、健康保険や生命保険、退職金積立制度などの福利厚生を利用することができる。

### 現在の構成
2018年11月現在、共和党議員は下院で超多数派、つまり4分の3の議席を占めている。
共和党員は77名、民主党員は24名である。

### 選挙区割り
元々、下院は州憲法に明記された方法に従って配分され、各郡が立法区を形成していた。
直近の連邦国勢調査による州の総人口を100で割り、その商を1比率とする。全人口比が1未満の郡には1名の下院議員、全人口比が2未満の郡には2名の下院議員、全人口比が2以上3未満の郡には3名の下院議員、全人口比が3以上4未満の郡には4名の下院議員が割り当てられた。
最初の4人の代表が選出された後、各郡は追加代表1人につき2人の人口比率に基づいて追加代表の資格を得ることとなった。
1964年、連邦最高裁判所は、この方法は人口が極端に異なる地区を生み出すことになり、連邦憲法に違反するとの判決を下した。
州議会議員は、現在も使用されている新しい方法を導入した。州下院は、最新の連邦10年国勢調査から90日以内に新しい選挙区割りを作成しなければならない。
判例に基づき、選挙区は、米国国勢調査の人口を1001の選挙区で割った平均的な目標規模の選挙区から5パーセント以内のマージンで配分されなければならない。このため、特定の選挙区が他の選挙区より若干小さかったり大きかったりすることがある。州下院は独自の選挙区割図を作成し、州上院と州知事の承認を受ける。選挙区割りが法律で定められた期限内に行われない場合は、州選出の5人の議員からなる委員会が選挙区割りを決定する。

### 役職
| 役職     | 氏名 | 氏名           | 政党 |
| 下院議長 |      | Charles McCall | Rep  |
| -------- | ---- | -------------- | ---- |

| Party | Office                   | Officer                 |
| ----- | ------------------------ | ----------------------- |
| Rep   | 下院仮議長               | 欠員                    |
| Rep   | 多数党党首               | Jon Echols              |
| Rep   | 多数派院内幹事           | Tammy West              |
| Rep   | 歳出・予算委員会委員長   | Kevin Wallace           |
| Rep   | 歳出・予算委員会副委員長 | Kyle Hilbert            |
| Rep   | 多数派院内総務           | Josh West               |
| Rep   | 多数派院内副総務         | Trey Caldwell           |
| Rep   | 多数派院内副総務         | John Pfeiffer           |
| Rep   | 多数派院内副総務         | Dustin Roberts          |
| Rep   | 多数派党員総会幹事       | Sheila Dills            |
| Rep   | 多数派党員総会副幹事     | Rusty Cornwell          |
| Rep   | 多数派党員総会事務官     | Denise Crosswhite Hader |

| Party | Office               | Officer        |
| ----- | -------------------- | -------------- |
| Dem   | 少数党党首           | Emily Virgin   |
| Dem   | 少数派院内総務       | Andy Fugate    |
| Dem   | 少数派院内総務補佐   | Forrest Bennet |
| Dem   | 少数派院内幹事       | Mickey Dollens |
| Dem   | 少数派党員総会幹事   | Cyndi Munson   |
| Dem   | 少数派党員総会副幹事 | Monroe Nichols |
| Dem   | 少数派党員総会事務官 | Trish Ranson   |
| Dem   | 少数派院内副総務     | Regina Goodwin |
| Dem   | 少数派院内副総務     | John Waldron   |